# Ružanský palác
Palác v Ružanech (bělorusky: палац у Ружанах, polsky: Pałac w Różanie) je zřícenina palácového komplexu v běloruské obci Ružany, v Brestské oblasti. Mezi 16. a 19. stoletím byl hlavním sídlem hlavní linie šlechtického rodu Sapiehů. Někdy je přezdíván "běloruské Versailles".

## Dějiny

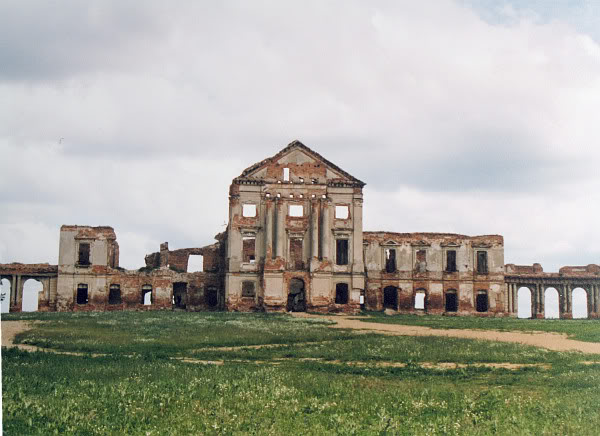
Zadní trakt palácového komplexu je stále ruinou

Ružanský palác začal být stavěn na konci 16. století na místě dřívějšího hradu vojvody Lwa Sapiehy, dokončen byl v roce 1602. Bylo zničen v průběhu bratrovražedných bojů, když na něj v roce 1700 zaútočily síly Michała Serwace Wiśniowieckieho. V 70. letech 18. století byl obnoven a přestavěn na velkolepou neoklasicistní rezidenci Aleksanderem Michałem Sapiehou za využití služeb architekta Jana Samuela Beckera ze Saska, který palác obklopil anglickým parkem. Kromě paláce zde bylo divadlo (1784–1788), oranžérie a několik dalších hospodářských budov. Becker také nechal v areálu postavit kostel (přestavěný v 50. letech 19. století). V době návštěvy krále Stanisława II. v roce 1784 byly práce na paláci pozastaveny. Statky Sapiehů byly zkofiskovány po listopadovém povstání (1831). O tři roky později byl palác prodán a přeměnil se v textilní továrnu a tkalcovnu, ve vlastnictví vlivné místní židovské rodiny Pinesů. V roce 1914 byl palác nešťastnou náhodou zapálen továrními dělníky. První světová válka a následné finanční potíže zabránily obnově budovy až do roku 1930. Tehdy začala rekonstrukce, jenže druhá světová válka zasadila paláci další ránu: nejprve oblast obsadili Sověti, kteří deportovali židovské majitele továrny na Sibiř. Po německém přepadení Sovětského svazu oblast obsadili nacisté, kteří vyhladili celou místní židovskou komunitu. A nakonec palác poškodily i boje. Po válce se dostal do rukou státu (Běloruské SSR), který ho ale nechal chátrat. Od roku 2008 palác znovu prochází postupnou rekonstrukcí, již byla obnovena například vstupní brána a přilehlá budova, v níž bylo otevřeno muzeum.